# Akkuplattform

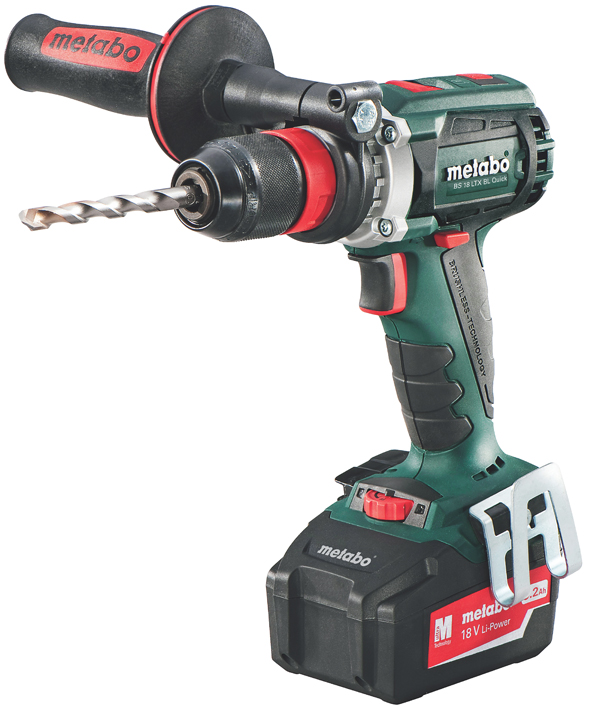
Metabo Akku-Bohrschrauber von 2013, einige Jahre vor Einführung von CAS. Akku 18V 5.2Ah

Akkuplattform, Akkusystem bezeichnet ein System von kompatiblen Akkupacks und Ladegeräten für verschiedene Akkuwerkzeuge eines oder mehrerer Hersteller.
Akku-Allianz bezeichnet eine Vereinigung von Firmen oder Marken, die für ihr Angebot einen gemeinsamen austauschbaren (d. h. kompatiblen) Akku-Typ anbieten, um Entwicklungsaufwand zu sparen und den Kunden eine größere Auswahl an Werkzeugen zu bieten, ihn aber auch enger an ihr System zu binden. Die Unternehmen decken teils unterschiedliche Marktsegmente ab, teils überschneiden sie sich.
Die Elektrowerkzeuge können dabei in Größe, Leistungsbedarf und Einsatzdauer stark variieren, von Akkulampen/Baustrahlern über Akkuschrauber bis hin zu größeren Geräten wie Rasenmähern und Kehrmaschinen.
Oft sind Akkus samt Ladegerät die teuren Kernkomponenten, die um die eigentlichen Werkzeuge erweitert werden können. Ein System kann dabei verschiedene Akku-Kapazitäten anbieten, teils können auch zwei Akkus kombiniert werden.
Einen Gegenentwurf bilden Produkte wie Scangrip Connect, die über Adapter mit allen Akkusystem kompatibel sind.
Dagegen sind bei Smartphones und Tablets die Akkus zwecks wasserdichter Bauform fest integriert und können nur mit Werkzeug gewechselt werden. Die Akkus sind dabei dank normiertem Stecker komplett Hersteller-unabhängig. Für höhere Speicherkapazitäten oder Nachladen während des Betriebs werden kurzerhand externe Powerbanks mitgenommen oder allgegenwärtige 230V- oder USB-Steckdosen genutzt, oder sogar drahtlose Energieübertragung wie Qi.

## Fahrzeuge

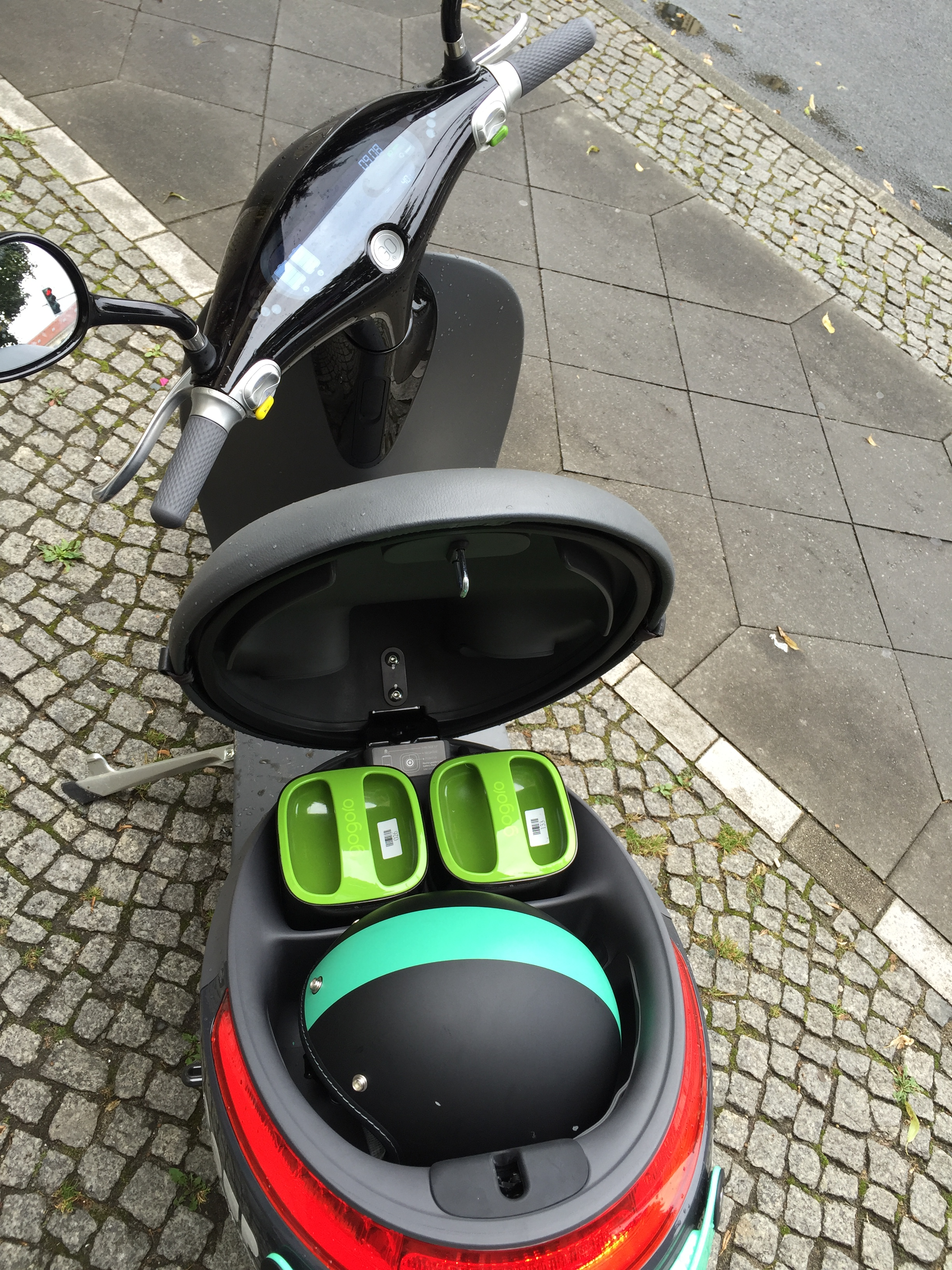
Gogoro Smartscooter in Berlin, mit zwei Wechsel-Akkus

### Elektrofahrräder und -roller
Bei e-Bikes ist der Akku abnehmbar, was zum Aufladen in der Wohnung oder zum Diebstahlschutz sinnvoll ist. Bei Bauform und Einbaulage ist der Wettbewerb noch in vollem Gange, es gibt Einbaupositionen versteckt in Rahmenrohren, im unteren Rahmendreieck oder am Gepäckträger. Zudem variieren elektrische (hilfs-)angetriebene Mobile von artistischen Einrädern über den einachsigen aber stabilisierten Segway und Leih-Tretrollern über Pedelecs bis hin zu ausgewachsenen E-Motorrädern, die wiederum über Dreiräder in Automobile übergehen.
Es haben sich noch keine Standards herausgebildet, so dass Akku-Allianzen noch nicht absehbar sind, auch wenn Kunden diese nachfragen.
Ein „Swappable Battery Consortium for Electric Motorcycles“ wurde im April 2019 von Honda, Kawasaki, Suzuki und Yamaha in Japan gegründet. Honda und Yamaha planen zudem zusammen mit KTM und Piaggio ein „Swappable Batteries Consortium for Motorcycles and light Electric Vehicles“ für austauschbare Batterien von leichten Elektrofahrzeugen bis 15 kW.
Im Mai 2021 hat Tier Mobility angekündigt, dass in Münster und Berlin bei Schnellimbissen, Supermärkten usw. mind. 170 Akkuladestationen aufgebaut werden, an denen Nutzer gegen Freiminuten die austauschbare Batterie der neuen E-Scooter-Generation eigenhändig tauschen können.
In Taiwan bietet der Motorroller-Hersteller Gogoro das Gogoro Energy Network von ca. 2000 Akkutausch-Stationen an, die im Tausch gegen zwei leere Akkus zwei geladene Smartscooter-Akkus ausgeben, was schneller gehen soll als ein Tankvorgang.

### Autos
Für Elektroauto-Akkus wurde mit Better Place bereits ab 2007 eine Austauschplattform angeboten, die jedoch u. a. mangels Fahrzeugen 2013 scheiterte. Der chinesische Hersteller Nio hat den Akkutausch bei PKW wieder aufgenommen und Stand März 2021 über 2 Millionen Tauschvorgänge an 192 Stationen durchgeführt, damals meist in China. In Deutschland sind 2023 einige „Nio Power Swap Stations (PSS)“ in Betrieb, weitere geplant.

## Entwicklung

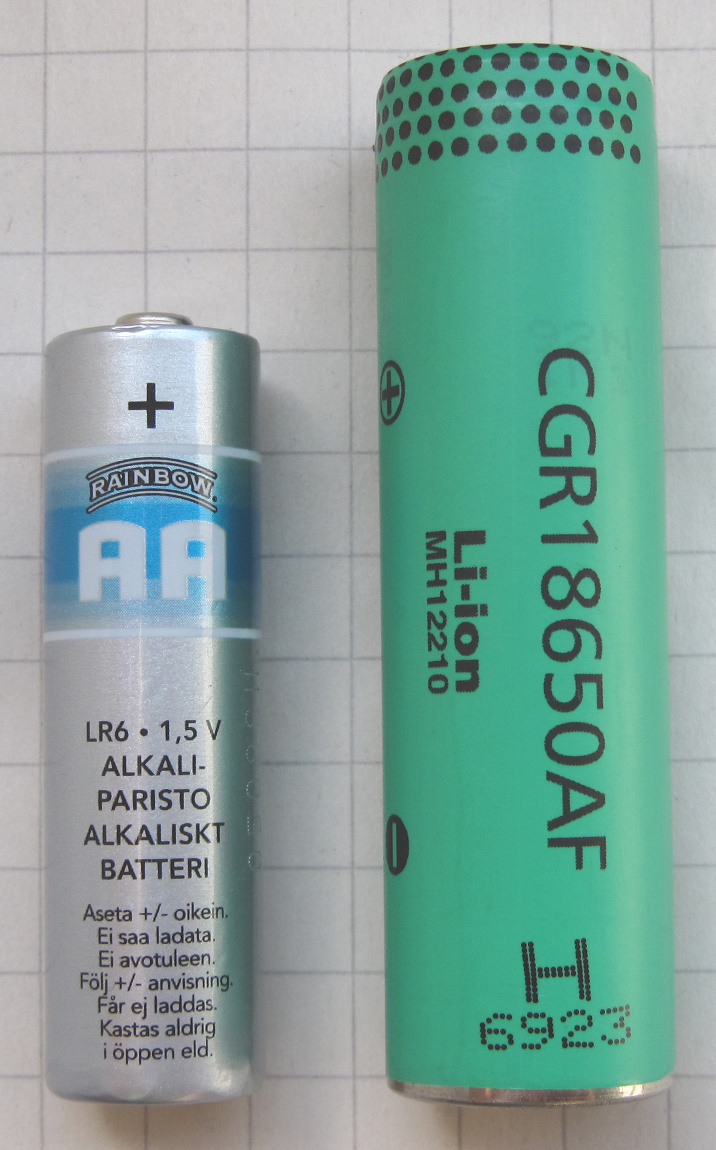
Vergleich: Alkaline AA (links), Lithium-Ionen-Akku des Formfaktors 18650

### NiCd & NiMH
Bei Akku-Handwerkzeugen gab es über Jahrzehnte eine Entwicklung, bei der zunächst die seit 1899 bekannten Nickel-Cadmium-Akkumulatoren (NiCd) in Rundzellenform mit je 1,2 V Nennspannung zu Paketen mit etwa 7,2 V oder 14,4 V kombiniert wurden. Da Cadmium giftig ist, wurden Cadmium-Akkus ab 2004 in der EU verboten, wobei einige Einsatzgebiete wie Werkzeuge bis 2016 ausgenommen blieben, obwohl der NiCd-typische Memory-Effekt ein Nachteil war, der fälschlicherweise auch anderen Akkusystemen nachgesagt wird. Die Entwicklung von Nickel-Metallhydrid-Akkumulatoren (NiMH) ab den 1980er Jahren bot eine Alternative, die mit 1,2 V kompatibel war, allerdings auch Nachteile wie eine anfangs hohe Selbstentladung aufwies, die man erst im Lauf der Zeit in den Griff bekam. Bei Kunden sorgen sie weiterhin für Vorbehalte, die sich teils bis auf Elektroautos auswirken, wo NiMH-Akkus in Toyota-Hybriden seit 1997 zum Einsatz kommen.

### Lithium-Ion
Seit Anfang der 1990er-Jahre werden Lithium-Ionen-Akkumulatoren in japanischen Sony-Videokameras eingesetzt. Die Vorteile der Lithium-Chemie, beginnend mit der Nennspannung einer Einzel-Zelle von 3,6 Volt, sorgte für einen Siegeszug dieser Technologie, der 2019 mit dem Nobelpreis für Chemie gekrönt wurde. Der Elektroautobauer Tesla hat Rundzellen im Format 18650 (Durchmesser 18 mm bei 65 mm Höhe), wie sie seit den 1990ern in Laptop-Akkus eingesetzt werden (drei in Serie mit 10,8 V, insgesamt sechs oder neun), in großer Stückzahl erfolgreich kombiniert. In den Tesla Roadster (2008) wurden 6.831 Zellen von Panasonic eingesetzt, 69 Zellen parallel verdrahtet, davon 99 Lagen in Serie geschaltet für eine Nennspannung von 360 V. Das Batteriepaket wiegt ca. 408 kg, kann 56 kWh elektrische Energie speichern und als Spitzenwert 215 kW elektrische Leistung liefern.

### Batteriemanagement
Bei Taschenlampen, E-Zigaretten und sogar Mini-Akkuschraubern wie dem 2003 eingeführten Bosch IXO reicht eine Rundzelle aus, die wie bei Wegwerf-Zellen üblich leicht getauscht werden kann. Bei Handwerkzeug-Akkus haben sich 5 Zellen in Serie mit 18 Volt (Gleichspannung) als ein De-facto-Standard mit weitem Anwendungsbereich herauskristallisiert. Dabei ist eine simple Zusammenschaltung nicht ausreichend, denn das Know-how liegt im elektronischen Batteriemanagementsystem (BMS), welches die Spannung jeder einzelnen Zelle überwacht und gegen Überladung und Tiefentladung schützt, sowie den Maximalstrom und die Temperatur erfasst. Das BMS hilft gegen Brände und vorschnelle Alterung des Akkupakets. Dabei muss auch die Temperatur überwacht werden, teils für Kühlung gesorgt werden, insbesondere bei Schnellladung in weniger als einer Stunde. Damit einzelne schwache Zellen nicht das gesamte Paket unnötig verschlechtern, sorgen Balancer für einen Ausgleich.

### Kleinspannung
Für höhere Leistungen werden 36 V bis 72 V angeboten, was aber typischerweise mit einem höheren Gewicht einhergeht und nicht für Werkzeuge mit Einhand-Benutzung gedacht ist. Mit 48 Volt ist seit der Telegrafie in der Telekommunikation eine Nennspannung etabliert, die als Berührungsspannung noch als ungefährlich gilt, zudem auch im Kfz-Bereich als Bordnetzspannung für Mildhybride Verwendung findet oder bei Batteriespeicher-Modulen mit mehreren kWh. Bei Gleichspannungen über 120 V spricht man vom gefährlichen Hochvolt-Bereich. In Kfz werden dabei orangefarbene Kabel verwendet, Werkstatt-Mitarbeiter müssen eine Hochvolt-Schulung abgelegt haben. Daher wird man keine Akkusysteme mit über 100 V an Kunden herausgeben, auch wenn in Privatgebäuden PV-Anlagen montiert sind, deren Spannung 1000 V erreichen kann.

## Unternehmens-Allianzen
Im Juni 2018 stellten neun Unternehmen das herstellerübergreifende Akku-Ökosystem „Cordless Alliance System“ (CAS) vor. Es basiert auf Akku-Technik der „Metabo LiHD“-Akkus in 18-Volt-Ausführung mit zunächst bis zu 1.600 Watt Leistung bei einer Kapazität von 8,0 Amperestunden (Ah), inzwischen 3.200 Watt beim LiHD 10-Ah-Akku. Stand 2022 nutzen 32 Hersteller das CAS Akkusystem.
Im Juli 2020 folgte Bosch Power Tools mit der Öffnung der für Heimwerker gedachten grünen 18V-Plattform „Power for All Alliance“ für einige andere Hersteller. Bosch hat mit Robert Bosch Battery Systems einen eigenen Akku-Spezialisten und mit Robert Bosch Hausgeräte eine weitere etablierte Eigenmarke in die Allianz für den nicht-professionellen Einsatz eingebracht.
Bosch öffnete 2021 sein 18-Volt-System, das ursprünglich für den professionellen Bereich Bosch Blau verwendet wurde für andere Hersteller und nannte diese Allianz AMPShare – powered by Bosch Professional. Stand 2022 sind hier über 25 Marken vertreten.
Teilweise sind Hersteller je nach Modellreihe in mehreren solcher Allianzen oder haben gewechselt.
| Akkusystem                               | Akkuspannung | Einführungsjahr | Hersteller |
| ---------------------------------------- | ------------ | --------------- | --- |
| Cordless Alliance System CAS             | 18 Volt      | 2018            | Metabo, Mafell, Baier, Cemo, Collomix, Elektrowerkzeuge GmbH Eibenstock, Eisenblätter GmbH, Engelbert Strauss, Gesipa, Haaga Kehrmaschinen, HellermannTyton, ITH, Scangrip, Spewe, Starmix, Steinel, Promotech, Rico, Rokamat, Rothenberger, Birchmeier Sprühgeräte, Edding/Elried Mobildrucker, Fischer, Prebena, Cembre, Pressfit, Jepson Power, Jöst abrasives, Lamello, Trumpf, Gesipa, Montipower, Virax |
| Power for All Alliance                   | 18 Volt      | 2020            | Bosch Home and Garden (grün), Bosch Hausgeräte, Gardena und Flymo, Gloria Haus und Garten, Husqvarna AB, Kübler Workwear, Ledvance, PerfectPro, Rapid, Steinel, Wagner |
| AMPShare – powered by Bosch Professional | 18 Volt      | 2021            | Bosch Professional (blau), Brennenstuhl, Cox Dispensers/Sulzer AG, Klauke, Ledlenser, Lena Lighting, Sonlux, Wagner, teilweise Fein, Rothenberger |

## Einzelmarken-Akkuplattformen

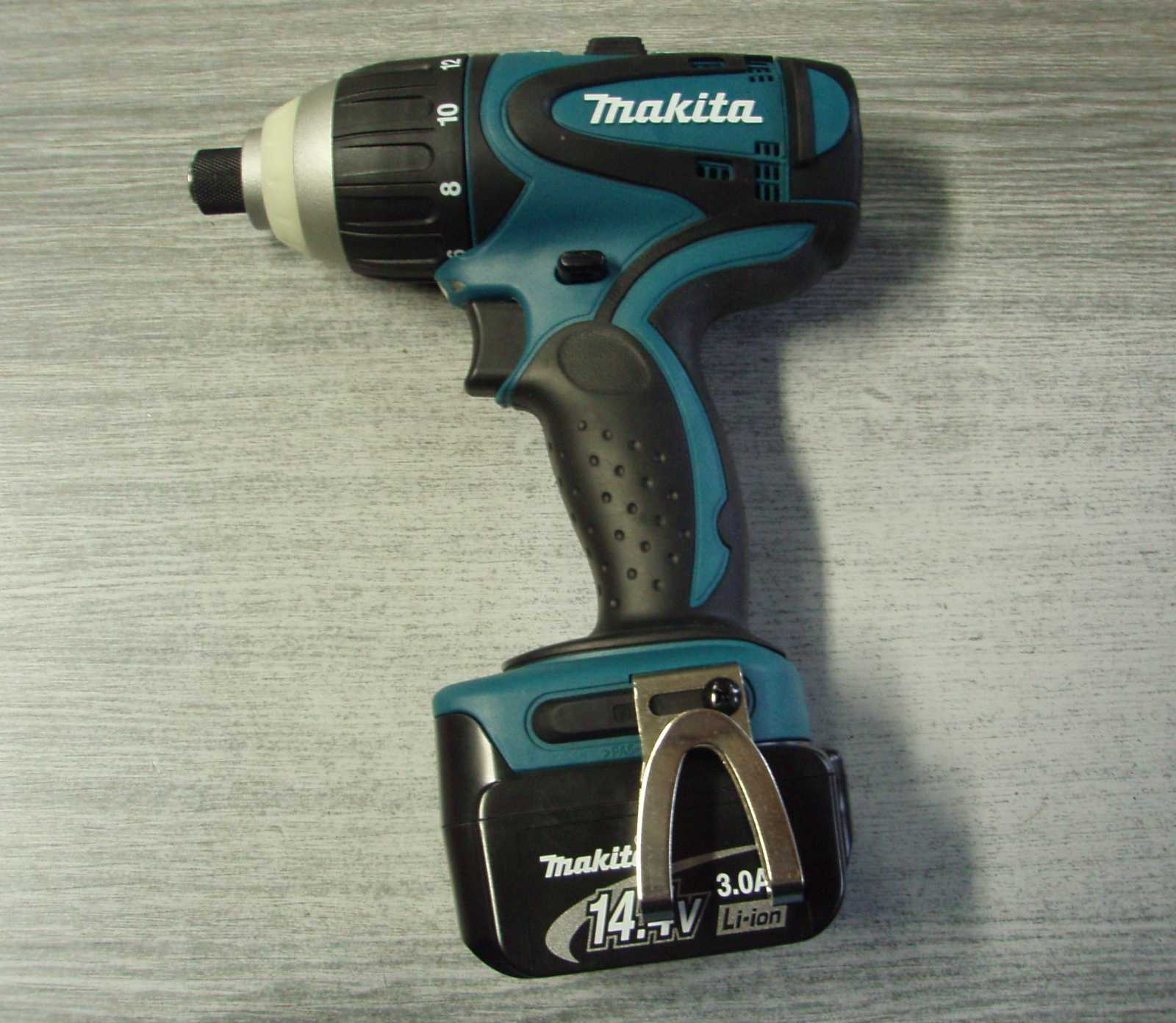
Akkuschlagschrauber Makita Impact Screwdriver von 2007. Akku 14,4V 3 Ah Li-Ion

Der Begriff Akkuplattform wird auch von Herstellern genutzt, die mehrere Geräte für einen eigenen Akku anbieten, ohne mit anderen Marken zu kooperieren, selbst wenn sie zum selben Konzern gehören. Das US-Unternehmen Stanley Black & Decker bedient über die Marke Black+Decker den Heimwerker-Markt, über DeWalt Anwender in Industrie und Handwerk. Der Konzern Techtronic Industries Co. Ltd. (TTI) aus Hongkong bietet Akkuwerkzeuge u. a. über die Marken AEG Power Tools, Hoover, Milwaukee, Ryobi an.
Teilweise werden Akkus eines Markenherstellers benutzt, ohne dass explizit beidseitig von einer Kooperation gesprochen wird, so etwa bei „Klein Tools powered by DeWalt“.
Akkusysteme werden unter allerlei Namen angeboten, oft auch mit 20 V, was „besser als 18 V“ suggeriert, obwohl die tatsächliche Spannung bei gleicher Anzahl von Zellen identisch ist wie bei nominell 18 V, nur bei 40V könnte gegenüber 36V eine zusätzliche (elfte) 3,6V-Zellebene zum Einsatz gekommen sein. Auch werden auf Internetplattformen zahlreiche Adapter angeboten, die unterschiedliche Akku-Systeme verbinden sollen.
- Al-Ko Easy Flex 20 Volt, Energy Flex 40 Volt
- Black+Decker Powerconnect 18 Volt
- DeWalt XR Flexvolt 18 / 54 Volt, Flexvolt battery system 20 V MAX, 60 V MAX (120 V MAX mit zwei 60 V-Akkus), wobei hier jeweils die Spannung unbelastet angegeben ist, die tatsächliche Spannung unter Last entspricht 18, 54 oder 108 Volt.
- Einhell Germany Power X-Change 18 Volt,[18] wird inzwischen von ein paar Kooperationspartnern eingesetzt[19]
- Festool 18 V-System
- Gardena Power System 18 / 40 Volt[20]
- Germania Akku-Plattform 20V[21]
- Husqvarna AB 36 Volt[22] (ähnlich 40 V-Akku von Tochter Gardena jedoch nicht 100% kompatibel)
- Ingersoll Rand IQV 12, 20, 40
- Kärcher „Battery Power“, zwei verschiedene Akkuplattformen[23] mit 18 oder 36 Volt
- Makita CXT 12 Volt, LXT 18 Volt (z. B. Bohrhammer 2x18V = 36V), XGT 40 Volt[24]
- Milwaukee System M12, M18
- Pattfield „20V Akkuplattform“
- Ryobi One+ 18 Volt
- solo by Al-Ko Power Flex 42 Volt
- Stiga 24 / 48 / 60 Volt
- Stihl AI, AS 10,8 Volt, AK 36 Volt, AP 36 Volt, bis hin zu rückentragbaren Lithium-Ionen-Akkus[25]
- Wolf-Garten 18 V Li-Ion Power Akku-System, Lycos 40V Akku-System, 72 V Li-Ion Power
- Worx PowerShare 20 Volt

## Battery Alliances
Einen ganz anderen übergeordneten Ansatz verfolgen politische oder akademische Netzwerke zur Förderung der Akkuproduktion.
Die European Battery Alliance (EBA) wurde von der Europäischen Kommission 2017 ins Leben gerufen, um eine innovative, wettbewerbsfähige und nachhaltige Wertschöpfungskette für Akkus in Europa zu fördern, für emissionsarme Mobilität und Energiespeicherung.
Weitere Beispiele sind die Fraunhofer Battery Alliance und die Global Battery Alliance des Weltwirtschaftsforums.
Die European Power Tool Association ist ein Interessenverband europäischer Elektrowerkzeughersteller.